# 56 Dywizja Piechoty (III Rzesza)
56 Dywizja Piechoty (niem. 56. Infanterie-Division) – niemiecka dywizja z czasów II wojny światowej, uczestniczyła w agresji na Polskę, Belgię i Francję oraz ataku na Związek Radziecki.

## Historia
56 Dywizja Piechoty (56 DP) sformowana została na mocy rozkazu z 26 sierpnia 1939, w 2. fali mobilizacyjnej w Dreźnie w IV Okręgu Wojskowym. Wzięła udział w agresji na Polskę w składzie 14 Armii zajmując się przede wszystkim wyłapywaniem polskich maruderów i żołnierzy rozbitych pododdziałów. W kampanii francuskiej walczyła w Belgii ścierając się z Brytyjskim Korpusem Ekspedycyjnym. W 1941 r. wzięła udział w ataku na ZSRR, walczyła pod Kowlem, Kijowem i Briańskiem w ramach Grupy Armii Środek. Pod Kowlem atakował broniący się radziecki 15 Korpus Strzelecki dowodzony przez płka Iwana Fiediuninskiego. 
Przebywała na froncie do bitwy pod Kurskiem, gdy została czasowo rozwiązana 2 listopada 1943 r. Wówczas sztab dywizyjny przemianowano na sztab Grupy Korpuśnej D, natomiast w skład grupy weszli żołnierze 56 Dywizji Piechoty, 262 Grupy Dywizyjnej (resztki 262 Dywizji Piechoty) oraz 761 Brygady Grenadierów. Grupa Korpuśna D walczyła pod Smoleńskiem i Witebskiem i została rozbita latem 1944 r.
56 Dywizję reaktywowano z resztek Grupy Korpuśnej D jesienią 1944 i ponownie skierowano na front do Grupy Armii Środek. Jednostka została rozbita w marcu 1945 w kotle pod Heiligenbeil.

## Dowódcy dywizji
- gen. Karl Kriebel 26 VIII 1939 – 24 VII 1940
- gen. Paul von Hase 1 VIII 1940 – 15 XI 1940
- gen. mjr Karl von Oven 15 XI 1940 – 24 I 1943
- gen. por. Otto Lüdecke 24 I 1943 – 15 VIII 1943
- gen. mjr Bernhard Pampel  1 VI 1944 – 5 VII 1944
- gen. poe. Edmund Blaurock 5 VII 1944 – 24 III 1945

## Struktura organizacyjna
- Stan w sierpniu 1939:

171, 192 i 234 pułk piechoty, 156 pułk artylerii, I/42 pułk artylerii ciężkiej, 156 batalion pionierów, 156 oddział rozpoznawczy, 156 oddział przeciwpancerny, 156 oddział łączności, 156 polowy batalion zapasowy;
- Stan we wrześniu 1944:

171, 192 i 234 pułk piechoty, 156 pułk artylerii, 156 batalion pionierów, 56 batalion fizylierów, 156 oddział przeciwpancerny, 156 oddział łączności, 156 polowy batalion zapasowy;